# قطعنامه ۱۹۹۶ شورای امنیت
قطعنامه ۱۹۹۶ شورای امنیت سازمان ملل متحد که در تاریخ ۰۸ جولای ۲۰۱۱ تصویب شد، سندی بین‌المللی دربارهٔ بررسی وضعیت سودان جنوبی است. این قطعنامه طی نشست ۶۵۷۶ام با ۱۵ رای موافق، ۰ مخالف و ۰ ممتنع تصویب شد.